# 달러 경매
달러 경매란 경제학에서의 합리적인 선택 이론의 모순을 지적하기 위해 경제학자 마틴 쉬빅이 고안한 비-제로섬 게임이다. 이 게임에서 플레이어는 합리적인 선택을 통해 비 합리적인 결정을 내리게 된다.

## 게임 진행
참가자 1명 혹은 다수와 경매인 한 명이 참가하여, 경매인이 제시하는 1달러를 경매하는 게임이다. 일반적인 경매와 비슷한 방법 진행되지만, 두 번째로 높은 가격을 제시한 참가자 역시 입찰 비용을 지불해야 하는 점에서 차이가 있다.
입찰 경쟁이 붙지 않는 경우, 우승자는 최소 비용인 단 5센트로 1달러를 가져갈 수도 있다. 반면 두 번째로 높은 가격을 제시한 참가자는 아무것도 얻지 못하고 낙찰된 비용만 지불하기 때문에 가장 큰 손해를 보게 된다.
참가자를 2명으로 하고 게임이 시작한다면, 참가자 A는 가장 먼저 5센트를 제시할 것이다. 이어 참가자B 역시 90센트의 이익 역시 노릴만 하기에 10센트를 제시하게 된다. 같은 이유로 참가자 A 혹은 또 다른 참가자도 역시 15센트를 제시한다. 반면, 참가자 B는 10 센트를 손해 보지 않기 위해 더 높은 가격인 20센트를 제시하게 된다. 이러한 과정이 계속 진행되다보면, 참가자 A가 95센트를 제시한 상태에서 참가자 B도 1달러를 제시하게 된다. A는 1.05달러를 입찰하지 않으면 95센트를 잃게 되기 때문에, 입찰가가 입찰 보상의 가치보다 높아진다. 이후로도 경쟁 계속 진행된다면, 결국 경매인 만이 이익을 얻는다.

## 분석
겉보기에 합리적인 결정(경매에 참여하는 것)처럼 보이지만 사실 비합리적인 행동이다. 플레이어를 위한 최선의 방법은 참가자가 둘 이상인 경우 아예 경매에 참가하지 않는 것이다.

## 같이 보기
- 공유지의 비극

## 참고 문헌
- Shubik, Martin (1971). "달러 옥션 게임 : 비협조적 행동과 에스컬레이션의 역설" Journal of Conflict Resolution . 15 (1) : 109-111. doi : 10.1177 / 002200277101500111 .
- Poundstone, William (1993). "달러 경매". 죄수의 딜레마 : 존 폰 노이만, 게임 이론, 폭탄의 수수께끼 . 뉴욕 : Oxford University Press. ISBN 0-19-286162-X .